# La Celle-les-Bordes
La Celle-les-Bordes – miejscowość i gmina we Francji, w regionie Île-de-France, w departamencie Yvelines.
Według danych na rok 1990 gminę zamieszkiwało 769 osób, a gęstość zaludnienia wynosiła 34 osób/km² (wśród 1287 gmin regionu Île-de-France La Celle-les-Bordes plasuje się na 694. miejscu pod względem liczby ludności, natomiast pod względem powierzchni na miejscu 50.).